# Destroyer
A Destroyer az amerikai KISS együttes negyedik nagylemeze. Az albumot 1976-ban adták ki, és sok zenész szerint ennél az albumnál változatosabb hanganyag nem is nagyon létezik a világon. Több dalát később más együttesek feldolgozták. Ez volt a KISS második albuma, amely bekerült az amerikai listák Top 20-ba, és az első, amely felkerült a német és új-zélandi listákra. 1976. április 22-én lett aranylemez, és még ugyanebben az évben, november 11-én kapta meg a platina minősítést a RIAA-tól. Szerepel az 1001 lemez, amit hallanod kell, mielőtt meghalsz című könyvben.

## Az album dalai
|     | Cím                                | Szerző(k)                                | Ének             | Hossz |
| --- | ---------------------------------- | ---------------------------------------- | ---------------- | ----- |
| 1.  | Detroit Rock City                  | Paul Stanley, Bob Ezrin                  | Stanley          | 5:17  |
| 2.  | King of the Night Time World       | Stanley, Ezrin, Kim Fowley, Mark Anthony | Stanley          | 3:19  |
| 3.  | God of Thunder                     | Stanley                                  | Gene Simmons     | 4:13  |
| 4.  | Great Expectations                 | Simmons, Ezrin                           | Simmons          | 4:24  |
| 5.  | Flaming Youth                      | Ace Frehley, Stanley, Simmons, Ezrin     | Stanley          | 2:59  |
| 6.  | Sweet Pain                         | Simmons                                  | Simmons          | 3:20  |
| 7.  | Shout It Out Loud                  | Stanley, Simmons, Ezrin                  | Stanley, Simmons | 2:49  |
| 8.  | Beth                               | Peter Criss, Ezrin, Stan Penridge        | Criss            | 2:45  |
| 9.  | Do You Love Me?                    | Stanley, Ezrin, Kim Fowley               | Stanley          | 3:40  |
| 10. | Rock and Roll Party (rejtett szám) | Simmons, Stanley, Ezrin                  | instrumentális   | 1:25  |

## Helyezések és eladási minősítések

### Album
| Ország             | Helyezés |
| ------------------ | -------- |
| Svédország         | 4        |
| Ausztria           | 6        |
| Kanada             | 6        |
| US Pop Albums      | 11       |
| Új-Zéland          | 16       |
| Japán              | 17       |
| Egyesült Királyság | 22       |
| Németország        | 36       |

### Kislemezek
| Év   | Dal               | Helyezés | Helyezés | Helyezés    | Helyezés   | Helyezés   | Helyezés  |
| Év   | Dal               | USA      | Kanada   | Németország | Svédország | Ausztrália | Új-Zéland |
| ---- | ----------------- | -------- | -------- | ----------- | ---------- | ---------- | --------- |
| 1976 | Shout It Out Loud | 31       | 1        | 32          | 16         | 45         | 40        |
| 1976 | Flaming Youth     | 74       | 73       | –           | –          | –          | –         |
| 1976 | Detroit Rock City | –        | –        | 14          | –          | –          | –         |
| 1976 | Beth              | 7        | 5        | –           | –          | 79         | –         |

### Eladási minősítések
| Ország     | Minősítés |
| ---------- | --------- |
| USA (RIAA) | platina   |

## Közreműködők

### Együttes
- Gene Simmons – basszusgitár, ének, vokál
- Paul Stanley – ritmusgitár, ének, vokál
- Ace Frehley – szólógitár, vokál
- Peter Criss – dob, ének, vokál

### További zenészek
- Dick Wagner – gitárszóló a Sweet Pain-en
- Brooklyn Boys Chorus – vokál a Great Expectations-ön
- David and Josh Ezrin – hangok a God of Thunder-ön

### Produkció
- Bob Ezrin – producer, hangszerelés
- H.A. Macmillan – hangszerelés
- Jay Messina – hangmérnök
- Corky Stasiak – hangmérnök

## Fordítás
Ez a szócikk részben vagy egészben a Destroyer (Kiss album) című angol Wikipédia-szócikk ezen változatának fordításán alapul.  Az eredeti cikk szerkesztőit annak laptörténete sorolja fel. Ez a jelzés csupán a megfogalmazás eredetét és a szerzői jogokat jelzi, nem szolgál a cikkben szereplő információk forrásmegjelöléseként.